# Rosanna’s letzter Wille
Rosanna’s letzter Wille (Roseanna’s Grave) ist eine US-amerikanisch-italienische Filmkomödie aus dem Jahr 1997.

## Handlung
Rosanna ist todkrank und möchte auf dem Dorffriedhof neben ihrer verstorbenen Tochter beerdigt werden. Es sind aber nur noch drei Grabstellen frei, so dass sich Rosannas Mann Marcello gezwungen sieht, die Dorfbewohner am Sterben zu hindern, um seiner Frau den letzten Wunsch zu erfüllen. Marcello wird Lebensretter und Krankenpfleger, lässt sogar Leichen verschwinden, beschränkt den Weinausschank in seiner Trattoria und spendet Blut. Er ist sogar bereit, sich mit seinem alten Rivalen aus seiner Jugend Capestro zu versöhnen, um das Problem zu lösen. Rosanna sucht derweil eine Nachfolgerin für sich und wird in ihrer jüngeren, ledigen Schwester Cecilia fündig, die sie mit Marcello zu verkuppeln gedenkt. Auch Antonio, Capestros Neffe, der nach seinem Jurastudium wieder ins Dorf zurückgekommen ist, um dort als Anwalt zu arbeiten, interessiert sich für Cecilia. Durch Todesfälle im Ort werden 2 der übrigen 3 Gräber belegt. Schließlich bricht Rosanna in der Kirche zusammen und Marcello muss kurz darauf der versammelten Dorfgemeinde vor seiner Bar den Tod Rosannas mitteilen. Rosanna wird im letzten verbliebenen Grab neben ihrer verstorbenen Tochter beigesetzt – wie es ihr Wunsch war. Antonio will nun Cecilia seine Liebe bekennen und fährt zu Marcellos Bar, wo sie arbeitet. Dort erfährt er von einigen Männern, dass Marcello und Cecilia zu Verwandten nach Como reisen wollen und auf dem Weg zum Bahnhof seien. Er fährt eiligst zum Bahnhof, um Cecilia seine Liebe zu erklären und sie davon abzuhalten, mit Marcello wegzufahren. Die Frau in Schwarz, die er für Cecilia hält, entpuppt sich als Rosanna, die sich mit ihrem fingierten Tod und ihrer Beerdigung ihr Grab gesichert hat und nun noch mit Marcello die Welt sehen will. Marcello erklärt ihm, Cecilia verstecke sich und erwarte ihn heute Abend. Marcello fährt mit Rosanna im Zug zum Flughafen, um nach New York zu fliegen.

## Kritiken
Die Rhein-Zeitung schreibt: „Zeitlos italienisches Ambiente - mit leichtem 50er-Jahre-Flair - schwingt durch den Film. Nachmittagssonne malt auf die zerfallenen Häuser und in die engen Gäßchen des Bergdorfs warm-goldene Farbspiele: Der Film ist nicht nur wegen der immensen Ausstrahlung seiner Hauptdarsteller ein Genuß - denn vom guten freundschaftlichen Verhältnis zwischen Reno und Ruehl, die schon als Minirock-Freundin im „König der Fischer“ bezauberte, profitiert auch ihre Leinwand-Ehe.“
Prisma-online meint: „Dem britischen „Mr. Bean“-Regisseur Paul Weiland gelang eine wunderbare italienische Dorfkomödie, in der er augenzwinkernd zwischen Liebesromanze und schwarzer Krimi-Groteske wechselt. Jean Reno verkörpert die Hauptrolle des melancholischen Träumers und Alltagshelden mit einfühlsamer Integrität.“
Das Lexikon des internationalen Films urteilt: „Ein hilflos zwischen Komödie und sentimentalem Melodram hin und her schwankender Klischee-Verschnitt, der weder psychologisch noch durch seinen dick aufgetragenen Witz überzeugen kann.“